# Aulo Plaucio (cónsul 1 a. C.)
Aulo Plaucio (en latín: Aulus Plautius; c. 44 a. C. – siglo I) fue un senador romano que vivió a finales del siglo I a. C. y principios del siglo I, y desarrolló su cursus honorum bajo los reinados de Augusto y Tiberio, Fue cónsul sufecto en el año 1 a. C. junto con Aulo Cecina Severo.

## Biografía
Era el hijo de Aulo Plaucio que fue praetor urbanus en el año 51 a. C., Plaucio fue nombrado cónsul sufecto en el año 1 a. C., en sustitución de Coso Cornelio Léntulo. Se ha especulado que puedo haber sido el Aulo Plaucio que fue enviado a Apulia por Augusto probablemente en torno al año 9/10, con la tarea de interrogar y torturar a unos esclavos por algún motivo, aunque es más probable que se trate de su hijo Aulo Plaucio quien puedo haber estado involucrado en la supresión de la revuelta de esclavos en Apulia en 24.
Aulo Plaucio estuvo casado con Vitelia, la nieta del futuro emperador Vitelio. Tuvieron al menos dos hijos y una hija: Aulo Plaucio, cónsul sufecto en el año 29 y quien inició la conquista de Britania; Quinto Plaucio, cónsul ordinario en 36, y Plaucia, quien fue la esposa de Publio Petronio, cónsul sufecto en el año 19.
Es improbable que fuera el Aulo Plaucio que fue el gobernador provincial de Cilicia en torno al año 22/20 a. C.; probamente se trataba de su padre.